# 塔列朗瓜分計劃 (比利時)
塔列朗瓜分計劃是一項由時任法國外交官塔列朗於1830年在倫敦會議期間提出的比利時善後計劃，目的為與英國共同瓜分比利時全境。計劃最終由於英國巴麥尊勳爵對法國的不信任，以及歐洲其他列強的反對而告吹。

## 背景
1830年，在法國七月革命的啓蒙下，比利時革命爆發，比利時脫離荷蘭管治，成立比利時王國。然而新成立的王國政權不穩，又位處英國、法國和普魯士交界處的心臟地帶，成爲兵家必爭之地。

## 計劃内容
比利時西北部地區劃爲安特衛普自由邦，英國為其保護國；
比利時東南部地區直接納入法國領土。

## 結果
英國認爲瓜分計劃最大受益者只有法國一國，不符合其維持地區勢力平衡，因此大力反對此計劃。
12月18日英國在法國的附議下，將「比利時王國脫離荷蘭聯合王國成爲獨立主權國」納入會議綱領。